# Supercoppa spagnola 2012 (pallavolo maschile)
La Supercoppa spagnola 2012 si è svolta il 6 ottobre 2012: al torneo hanno partecipato due squadre di club spagnole e la vittoria finale è andata per la seconda volta al Teruel.

## Regolamento
Le squadre hanno disputato una gara unica.

## Squadre partecipanti
| Squadra  | Qualificazione                                | Ultima partecipazione    |
| -------- | --------------------------------------------- | ------------------------ |
| Numancia | Finalista Coppa del Re 2011-12                | Supercoppa spagnola 2008 |
| Teruel   | Vincitrice SVM 2011-12 e Coppa del Re 2011-12 | Supercoppa spagnola 2011 |

## Torneo
| 6 ottobre 2012 Pabellón Los Pajaritos, Soria Durata: 1h:28 - Spettatori: 200 | Numancia | 0 - 3 | Teruel | 22-25, 23-25, 16-25 |